# Ténèbres (revue)

Ténèbres est une revue littéraire francophone de fantastique. Elle a connu quatorze numéros, publiés entre 1998 et 2001, édités par l'association Lueurs mortes .
Les rédacteurs en chef de la revue sont Daniel Conrad et Benoît Domis.

## Rubriques
En plus de la publication de nouvelles, parfois inédites en France, la revue Ténèbres contient aussi des interviews d'auteurs, des critiques de romans, une présentation de l'illustrateur de la couverture et des chroniques littéraires.
Chaque numéro, à part le premier, est consacré à un auteur ou à un thème.

## Anthologies deTénèbres
À partir de 2007, la revue Ténèbres est de retour sous la forme d'une collection d'anthologies annuelles .
Ces anthologies  sont publiées par les éditions Dreampress .

## Nouvelles par numéro
Les nouvelles sont données dans l'ordre de publication par numéro.
- No 1 (janvier 1998)
  - Condamné, 1997, par Jean-Pierre Andrevon
  - Parmi d'étranges paysages (Never seen by waking eyes), 1995, par Stephen Dedman (en)
  - Dialogue avec les Parques, 1997, par Jean-Claude Dunyach
  - Rites animaux (Animal rites), 1996, par Jay Bonansinga (en)
  - Cécile, 1997, par Francis Valéry
  - Sous la clarté de la Lune argentée (By the the light of the silvery Moon), 1995, par Les Daniels
  - Les guêpes, 1997, par Alain Delbe

- No 2 (avril 1998) Dossier Poppy Z. Brite
  - Quatrième de couverture, 1998, par Noé Gaillard
  - Les dix doigts de la main, 1997, par Daniel Walther
  - Sauvé (Saved), 1994, par Poppy Z. Brite & Christa Faust
  - Épinglé (Pin Money), 1998, par Poppy Z. Brite
  - Rêves roses, rêves gris, 1995, par Jean-Jacques Nguyen
  - L'Homme-serpent (Der Schlangenmensch), 1996, par Rainer Erler (de)
  - Lorsque l'enfant paraît..., 1998, par Pascal Françaix
  - L'ouvrière (Woodworker), 1995, par Nancy Kilpatrick

- No 3 (juillet 1998) Dossiers Kim Newman & ses vampires, Terry Dowling (en) & l'Australie
  - Le Batteur et les skins (The drummer and the skins), 1995, par John Brunner
  - Véronique, 1998, par Gilbert Gallerne
  - Le Jeu de l'épouvantrail (Scaring the train), 1995, par Terry Dowling (en)
  - Service des encombrants, 1998, par Francis Valéry
  - Apocalypse Dracula (Coppola's Dracula), 1997, par Kim Newman
  - Ombre brune, 1998, par Jean-Jacques Girardot

- No 4 (octobre 1998) Dossier Jean-Daniel Brèque
  - La voix d'Hitler, 1998, par Anne Duguël
  - Ma Qui (Ma Qui), 1990, par Alan Brennert
  - Stigmates (Stigmata), 1997, par Jean-Daniel Brèque
  - Neige de juin, 1998, par Jean Le Clerc de La Herverie
  - Le Secret de mon succès (The Secret of My Success), 1998, par Paul J. McAuley
  - À suivre (More Tomorrow), 1995, par Michael Marshall Smith
  - La Mémoire des murs, 1998, par Serge Delsemme
  - Le Monchtre vert (Das grüne Popelmonster), 1997, par Marten Munsonius (de)

- No 5 (janvier 1999) Dossier Clive Barker
  - L'Heure des vers, 1999, par Jean-Claude Dunyach
  - Adieu l'amour, adieu la mort (Goodbye, Dark Love), 1986, par Roberta Lannes (en)
  - Les Âmes perdues (Lost souls), 1985, par Clive Barker
  - Un rêve mandarine, 1999, par Francis Valéry
  - Coup de cœur, 1999, par Serena Gentilhomme
  - Fade away, 1999, par Claude Castan
  - Entropie (Entropy), 1995, par Leanne Frahm (en)

- No 6 (avril 1999) Dossiers Ian Watson et Ramsey Campbell
  - Le Corps du texte (Kill me hideously), 1997, par Ramsey Campbell
  - Le Ventre de la mer, 1999, par Sylvie Denis
  - Œuvre de chair, 1999, par Fabienne Leloup
  - Venezuela, 1999, par Daniel Walther
  - Le Portrait de Marianne, 1999, par Jean-Pierre Andrevon
  - La Chute de la maison (The fall of the house), 1999, par Daniel Pearlman
  - La Bible de sang (The Bible in Blood), 1994, par Ian Watson

- No 7 (juillet 1999) Dossiers Michel Pagel et Graham Masterton
  - Le Pied jadois, 1999, par Jean-Pierre Fontana
  - Anaïs (Anaïs), 1996, par Graham Masterton
  - Vieux motard que j'aimais, 1998, par Jean-Claude Boudreault
  - La Danse des esprits (Spirit dance), 1997, par Douglas Smith
  - La Roche aux fras (cycle La Comédie inhumaine), 1999, par Michel Pagel
  - Ambroisie rouge (Red ambrosia), 1996, par Bill Congreve (en)
  - Suzie Q., 1999, par Francis Valéry
  - Au sein de la nuit (Womb), 1998, par Billie Sue Mosiman et Lawrence Schimel

- No 8 (octobre 1999) Dossier Marie Darrieussecq
  - À la source du mal, 1999, par Raymond Milési
  - Conte d'amour et de châtiment (Tale of love and retribution), 1995, par Roberto de Sousa Causo (pt)
  - Pierres vives, 1995, par Jean-Daniel Brèque
  - My mother told me monsters do not exist, 1999, par Marie Darrieussecq
  - Que crois-tu qu'on ressente ? (How do you think it feels ?), 1998, par Neil Gaiman
  - Le mal de mer, 1999, par Florence Bouhier
  - L'Essence des morts (These shoes strangers have died of), 1995, par Bruce Holland Rogers
  - Zombies de tous pays..., 1999, par Patrick Eris
  - Le Jeu du couteau (Twist of the knife), 1993, par Sean Williams
  - Bleu, 1999, par Francis Valéry

- No 9 (février 2000) Dossier Matheson père et fils : Richard Matheson et Richard Christian Matheson
  - Le Trajet, 2000, par Pascal Françaix
  - Doggie bug, 2000, par Jérémi Sauvage
  - Johnny Halloween (Johnny Halloween), 1992, par Norman Partridge (en)
  - La Poupée à tout faire (The Doll that Does Everything), 1954, par Richard Matheson
  - Morte saison (Holidays), 1999, par Richard Christian Matheson
  - Révélateur (Timed Exposure), 1999, par Richard Christian Matheson
  - Un monde de tendresse, 2000, par Éric Verteuil
  - L'Apostat en blue-jeans (Apostate in denim), 1990, par Roberta Lannes (en)
  - Le mur, 2000, par Sylvie Miller et Philippe Ward
  - L'Horloge et le jeune homme, 2000, par Jean-Michel Calvez
  - Je marche au milieu des vivants (To walk among the living), 1995, par Brian A. Hopkins
  - Le Baiser de Möbius, 2000, par François Darnaudet
  - Les Mille yeux de la mer, 1995, par Anne Smulders

- No 10 (juin 2000) Dossier Dean Koontz
  - Voies impénétrables, 2000, par Jean-Jacques Girardot
  - Le Crabe, 2000, par Jean-Jacques Girardot
  - Haceldama (Haceldama), 1993, par Gary A. Braunbeck (en)
  - Le Prix de la liberté (The Cost of Freedom), 1997, par Peter Crowther (en)
  - L'Interrogatoire (The Interrogation), 1987, par Dean Koontz
  - Nommer les morts (Naming the dead), 1999, par Paul J. McAuley
  - La Parade du Hoyl (A Bird in the Hand), 1999, par Douglas Smith
  - Voix sans issue, 2000, par Anne Duguël

- Nos 11/12, numéro double (septembre 2000-janvier 2001) Numéro spécial Stephen King
  - La Caisse (The Crate), 1979, par Stephen King
  - L'Homme qui refusait d'être King (The man who would not be King), 1986, par Stanley Wiater
  - Tout est éventuel (Everything's Eventual), 1997, par Stephen King
  - Bienvenue dans la chambre 217 (Welcome to room 217), 1978, par Ramsey Campbell
  - Le Chat de l'enfer (The Cat From Hell), 1977, par Stephen King
  - La Route de nulle part (Going Nowhere), 1992, par Sean Williams
  - Cinq jours en avril (Five days in April), 1999, par Brian A. Hopkins

- No 13 (avril 2001) Dossiers Michael Moorcock et Joe R. Lansdale
  - De neige et d'ange, 2001, par Andrea H. Japp
  - Jerry et sa maman, 2001, par Philippe Caza
  - Fait divers ou pourquoi j'ai abandonné la série "Quand les costumes avaient des dents", 2001, par Philippe Caza
  - Le Diable par la queue (The Devil You Know), 2000, par Poppy Z. Brite
  - Faites comme chez vous..., 2000, par Florence Bouhier
  - Le Nain rouge, 2000, par Florence Bouhier
  - Sous les nénuphars, 2000, par Florence Bouhier
  - Un samedi soir tranquille à l'Amicale des Pêcheurs & Chasseurs Surréalistes (A Slow Saturday Night at the Surrealist Sporting Club), 2000, par Michael Moorcock
  - La Mâchoire du dimanche (The Sunday-go-to-meeting jaw), 1993, par Nancy A. Collins
  - Le Dieu du rasoir (The God of the Razor), 2001, par Joe R. Lansdale
  - Il suffit d'un rien, 2001, par Jean-Pierre Andrevon
  - Séparation de corps, 2001, par Richard D. Nolane

- No 14 (août 2001) Dossiers Ghost Stories : 8 hantises modernes
  - Hélas, pauvre Yorick..., 2001, par Jean-Claude Dunyach
  - La Chanson que chantait ma sœur (The Song My Sister Sang), 2001, par Stephen Laws
  - Le Guetteur, 2001, par Daniel Walther
  - L'École (Schoolhouse), par Rick Hautala (en)
  - Deadline (Deadline), 1999, par R. G. Evans
  - Scarabées des neiges (Snow beetles), 2000, par Len Maynard & Mick Sims
  - Présences, 2001, par Jean-Marc Ligny
  - Convois de nuit, 2001, par Claire et Robert Belmas